# Robert von Ostertag

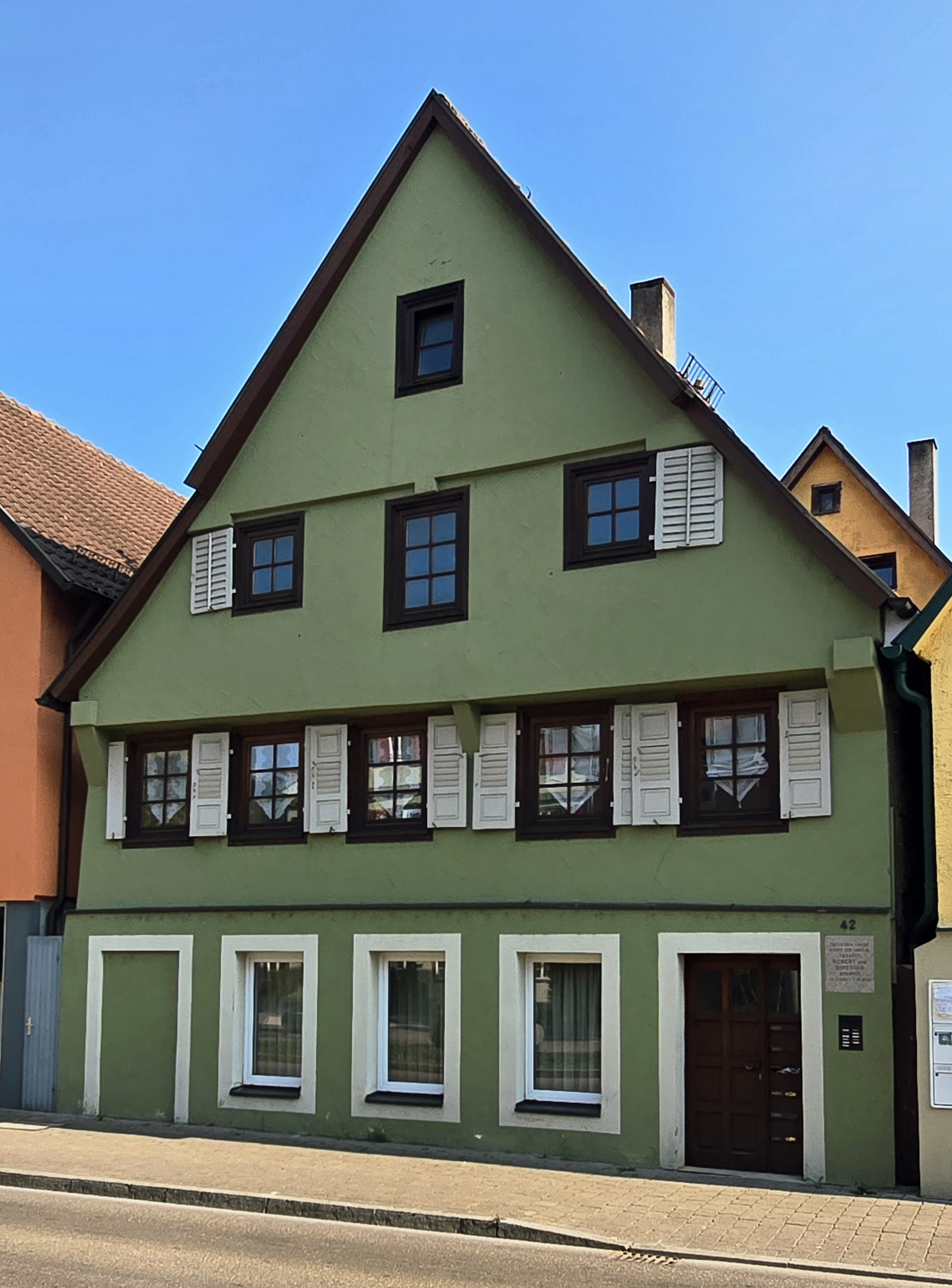
Geburtshaus mit Gedenktafel in Schwäbisch Gmünd

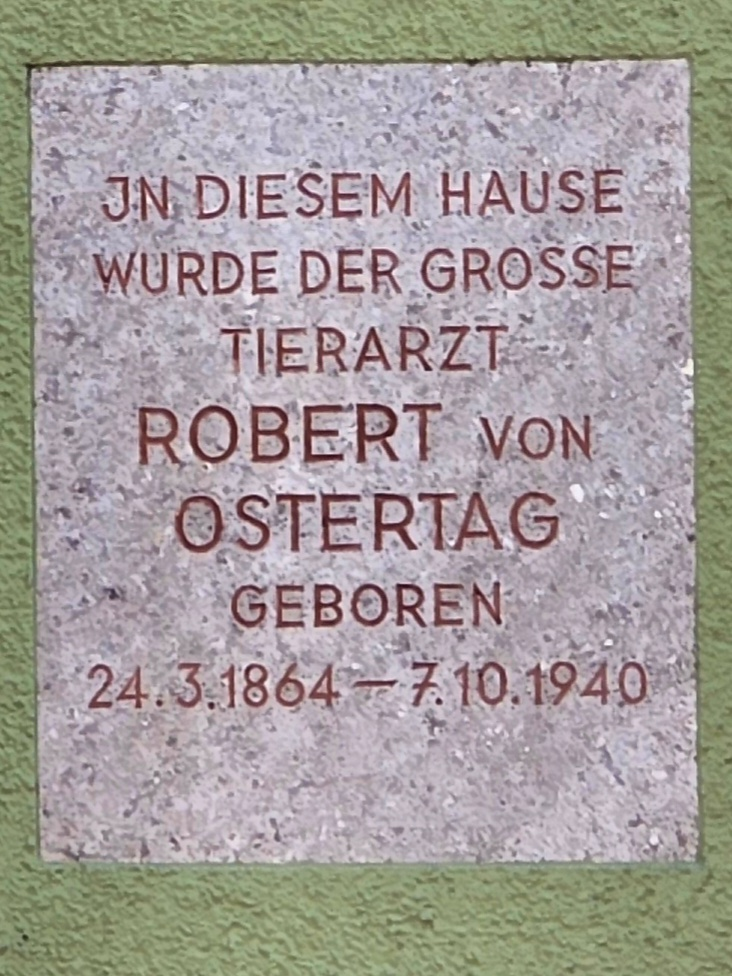
Gedenktafel am Geburtshaus in Schwäbisch Gmünd

Robert von Ostertag (* 24. März 1864 in Schwäbisch Gmünd; † 7. Oktober 1940 in Tübingen) war ein deutscher Veterinär und gilt als Vater der Fleischbeschau.

## Leben
Von Ostertag studierte Medizin in Berlin und Veterinärmedizin in Stuttgart, anschließend erhielt er die Professur für Hygiene an der (1912 aufgehobenen) Tierärztlichen Hochschule Stuttgart (1891–1892) und an der Hochschule für Veterinärmedizin (heute Fachbereich Veterinärmedizin an der FU) in Berlin (1892–1907).
Reisen zur Erforschung von Schafs- und Rinderkrankheiten führten ihn zwischen 1907 und 1913 nach Afrika. 1910 war Ostertag wegen eines Ausbruchs der Schafpockenseuche vom Reichskolonialamt in die Kolonie Deutsch-Südwestafrika entsandt worden. Die Seuche kostete allein im Bezirk Gibeon 25000 Tiere das Leben und brach auch in den Bezirken Rehoboth und Maltahöhe aus. In seinem 1911 veröffentlichten, umfassenden Bericht beschrieb Ostertag, wie die Seuche erkannt und in Zusammenarbeit mit den örtlichen Behörden erfolgreich bekämpft werden konnte. Weiterhin stellte er, wie zuvor bereits der leitende Tierarzt der Kolonie, Wilhelm Rickmann, detaillierte Forderungen zur Verbesserung des Veterinärwesens in der Kolonie auf, die schließlich bei der Kolonialverwaltung Gehör fanden und zum großen Teil umgesetzt wurden.
Ostertag hatte sich bei seinen Ausführungen am Veterinärwesen Transvaals als Vorbild orientiert. Er ging dabei so weit, dass er 1911 den dortigen Leiter Arnold Theiler für eine Auszeichnung für dessen Verdienste um das Veterinärwesen in den deutschen Kolonien vorschlug.
Bereits in den 1890er-Jahren initiierte er ein umfangreiches Programm der Fleischbeschau in Berlin, in dessen Folge die Fälle von Tuberkulose des Rindes beim Menschen stark zurückgingen. Von Ostertag verfasste das einflussreiche Lehrbuch für Fleischbeschauer. Zusammen mit dem Pathologen Otto Lubarsch gründete er 1896 die Zeitschrift Ergebnisse der allgemeinen Pathologie und pathologischen Anatomie der Menschen und der Tiere. 1890 entdeckte er den heute nach ihm benannten Braunen Magenwurm (Ostertagia ostertagi).
Das von Robert von Ostertag 1899 entwickelte und nach ihm benannte Programm zur Bekämpfung der Rindertuberkulose (die offen an Tuberkulose erkrankten Tiere sollten erfasst, aber nur die bakterienausscheidenden getötet werden. Die Rinderbestände eines Hofes sollten jährlich klinisch untersucht werden, jedoch nur bei äußerlich erkennbarer Tuberkulose sollte eine dreimalige bakteriologische Untersuchung des Gemelkes folgen) wurde in Deutschland und in der Schweiz eingeführt. In Skandinavien wurde dagegen ein vom Dänen Bernhard Bang entwickeltes strengeres Verfahren angewandt, das erst in den 1950er Jahren auch im deutschsprachigen Raum übernommen wurde.
Für seine Verdienste wurde ihm 1937 die Cothenius-Medaille der Leopoldina verliehen, in die er 1929 als Mitglied aufgenommen worden war. Den Adlerschild des Deutschen Reiches erhielt er am 20. April 1939. Darüber hinaus wurde er mit zahlreichen Ehrendoktorwürden ausgezeichnet, darunter fünfmal mit dem Ehrentitel Dr. med. vet. h.c. (Wien 1911, Berlin 1924, München 1926, Sofia 1939, Gießen) sowie je einmal mit Dr. rer. nat. h.c. (Tübingen, 1934) und Dr. agr. h.c. (Hohenheim, 1934).
Im Berliner Bezirk Steglitz-Zehlendorf und in Schwäbisch Gmünd sind Straßen nach ihm benannt. Das Straßenschild der Gmünder Robert-von-Ostertag-Straße wurde 2014 mit einer Informationstafel ergänzt. Die Bundestierärztekammer verleiht eine Robert-Ostertag-Plakette. Das Institut für Veterinärmedizin des früheren Bundesgesundheitsamtes, zuständig für Hygiene tierischer Lebensmittel, Tierkrankheiten und Rückstandsforschung, ist ihm ebenso namentlich gewidmet worden.
Seine Heimatstadt Schwäbisch Gmünd verlieh ihm 1929, „zum 65. Geburtstag in Anerkennung seiner überragenden Persönlichkeit und seiner bedeutenden wissenschaftlichen Tätigkeit auf tierärztlichem Gebiet“ die Ehrenbürgerschaft. Eine von ihm 1912 gegründete Stiftung, deren jährliche Erträge den Schülern des städtischen Gymnasiums eine Teilnahme am jährlichen Tagesausflug ermöglichten sollten, wurde 1959 durch Gemeinderatsbeschluss aufgehoben und das Stiftungskapital der Schülerschaft von Parlergymnasium und Hans-Baldung-Gymnasium übertragen.
Robert von Ostertag war Mitglied des Corps Suevia Stuttgart im Rudolstädter Senioren-Convent (aufgegangen im heutigen Corps Suevo-Guestphalia München). Der Neuropathologe und Hochschullehrer Berthold Ostertag war sein Sohn.